# Bonnya
Bonnya je vas na Madžarskem, ki upravno spada pod podregijo Tabi Šomodske županije.